# Hoffmann-La Roche
Ф. Хоффманн-Ля Рош Лтд. (F. Hoffmann-La Roche Ltd, широко відома як Roche) — швейцарська фармацевтична компанія, одна з провідних компаній світу в галузі фармацевтики й посідає перше місце у світі в галузі діагностики[джерело?].
Є одним із виробників біотехнологічних лікарських препаратів у галузі онкології, вірусології, ревматології та трансплантології. Заснована в 1896 році в Базелі. Має представництва в 150 країнах світу і штат у 80 тисяч співробітників.
Уже протягом більш ніж 100 років компанія Рош робить значний внесок до світової охорони здоров'я. Двадцять чотири препарати Рош, в тому числі життєво важливі антибіотики, протималярійні та хіміотерапевтичні препарати включені до Переліку основних лікувальних засобів ВООЗ.[джерело?]
У 2014 році штат співробітників групи компанії Рош становив понад 88 500 осіб, інвестиції у дослідження та розробки — 8,9 мільярдів швейцарських франків, а об'єм продажів становив 47,5 мільярди швейцарських франків.
Компанії Рош повністю належить компанія Genentech, США (з 26 березня 2009) і контрольний пакет акцій компанії «Chugai Pharmaceutical», Японія (яп. 中外 製 薬  Тю: гай Сейяку ). Структурними підрозділами компанії Рош є Фарма (Лікарські засоби) і Діагностика (Діагностичне обладнання).
Голова Ради директорів — Франц Б. Хумер, головний виконавчий директор групи компаній Roche — Северин Шван.
Перше представництво компанії Рош в Україні було зареєстровано 8 січня 1998 року.

## Препарати Рош
Деякі препарати виробництва Рош:
- Ксенікал,
- Валіум,
- Авастин,
- Пегасіс,
- Актемра,
- Мабтера,
- Герцептін,
- Пульмозім,
- Бонвіва,
- Кселода,
- Таміфлю,
- Цимевен.

Компанія отримала особливу популярність у зв'язку з розробкою Таміфлю — препарату проти грипу, ефективність якого не була клінічно доведена. У зв'язку з епідемією свинячого грипу прибуток компанії з квітня по листопад 2009 року зріс у 10 разів, досягнувши 1 мільярда доларів США.

## Діагностичне обладнання Рош
Hoffmann-La Roche виробляє ряд діагностичного обладнання. Засоби самоконтролю цукрового діабету — глюкометри, інсулінові помпи Акку-Чек, обладнання для медичних лабораторій — гематологічні, біохімічні аналізатори, аналізатори сечі, аналізатори гемостазу, аналізатори газів крові, а також ПЛР — аналізатори.